# Брусница Мала (Брод)
Брусница Мала је насељено мјесто у општини Брод, Република Српска, БиХ. Према попису становништва из 1991. у Брусници Малој је живјело 449 становника. Пријератно насељено мјесто Брусница Мала је Дејтонским споразумом подијељено међуентитетском линијом између општине Брод која припада Републици Српској и општине Оџак која припада Федерацији БиХ.

## Становништво
| Демографија | Демографија | Демографија |
| Година      | Становника  | Становника  |
| ----------- | ----------- | ----------- |
| 1948.       | 562         |             |
| 1953.       | 635         |             |
| 1961.       | 590         |             |
| 1971.       | 578         |             |
| 1981.       | 476         |             |
| 1991.       | 445         |             |